# Сельское поселение «Село Маяк»
Се́льское поселе́ние «Село Маяк» — муниципальное образование в Нанайском районе Хабаровского края Российской Федерации.
Административный центр — село Маяк.

## История
Статус и границы сельского поселения установлены Законом Хабаровского края от 28 июля 2004 года № 208 «О наделении посёлковых, сельских муниципальных образований статусом городского, сельского поселения и об установлении их границ».

## Население
| 2010  | 2011  | 2012  | 2013  | 2014  | 2015  | 2016  |
| ----- | ----- | ----- | ----- | ----- | ----- | ----- |
| 1638  | ↘1637 | ↗1640 | ↘1605 | ↗1632 | ↘1612 | ↗1617 |
| 2017  | 2018  | 2019  | 2020  | 2021  |       |       |
| ↘1583 | ↘1555 | ↘1519 | →1519 | ↘1440 |       |       |

## Состав сельского поселения
| № | Населённый пункт | Тип населённого пункта       | Население |
| - | ---------------- | ---------------------------- | --------- |
| 1 | Маяк             | село, административный центр | ↘1440     |